# Stadion Karađorđev park
Das Stadion Karađorđev park (serbisch-kyrillisch Стадион Карађорђев парк) ist ein Fußballstadion mit Leichtathletikanlage und Heimstätte des FK Banat Zrenjanin und FK Proleter Zrenjanin, zweier serbischer Fußballvereine aus Zrenjanin, dessen Gesamtfassungsvermögen in etwa 13.500 Plätze beträgt.

## Geschichte
Auf dem Grund des Stadions und seiner Umgebung werden seit den 1910er Jahren Fußballspiele ausgetragen. Anfang der 1930er Jahre befand sich dort der Sitz AK Obilić, der zuvor ein Spielfeld sowie eine hölzerne und überdachte Westtribüne errichten ließ. In unmittelbarer Nähe errichtete 1926 mit dem FK Borac Zrenjanin ein weiterer Fußballverein sein Spielefled. Mit der Gründung des FK Proleter Zrenjanin 1947 sollte sich alles ändern, denn für den neuen Fußballklub sollte möglichst bald ein Stadion gebaut werden.
Der Bau der heutigen Spielstätte begann 1948 mit der Errichtung der Tribünen im Norden, Süden und Osten auf dem Vereinsgelände des aufgelösten AK Obilić. Fünf Jahre später folgte eine Holztribüne im Westen mit 3.000 Plätzen. Benannt wurde es nach dem Karađorđe park, einem Park in dem sich das Stadion befindet, dieser ist wiederum  nach dem Anführer des ersten serbischen Aufstandes (1804–1813) gegen die osmanische Besatzung des Landes und dem Begründer der Karađorđević-Dynastie, Đorđe Petrović, genannt Karađorđe. Eröffnet wurde das Objekt am 5. Mai 1953.
1968 wurden die alten Tribünen nach einem Brand durch Bauten aus Beton ersetzt. Sie bot 2.000 Zuschauern Platz. Ein Jahr zuvor versammelte am 22. Oktober 1967 ein Spiel der 1. jugoslawischen Fußballliga zwischen Proleter Zrenjanin und Roter Stern Belgrad (2:0) 22.000 Zuschauer im Stadion. Dies ist bis heute Besucherrekord. In den folgenden Jahren wurden die restlichen Tribünen renoviert.
Die Anlage wurde im Jahr 2006 renoviert und die West- und Osttribüne mit roten Kunststoffsitzen bestückt. Die Haupttribüne wurde zudem mit V.I.P.-Logen und einer Pressetribüne ausgestattet.

## Länderspiele
Das Stadion war auch Austragungsort von Spielen der serbischen U-21-Männer-Fußballnationalmannschaft gegen Bulgarien (1:2), Malta (1:0), Schweden (2:0) und England (1:0).